# 히어 컴스 더 그룸
히어 컴스 더 그룸(Here Comes The Groom)은 미국에서 제작된 프랑크 카프라 감독의 1951년 코미디, 멜로/로맨스 영화이다. 빙 크로스비 등이 주연으로 출연하였고 프랭크 카프라 등이 제작에 참여하였다.

## 출연

### 주연
- 빙 크로스비
- 제인 와이먼

### 조연
- 알렉시스 스미스
- 프랑코트 톤
- 제임스 바톤
- 로버트 케이스
- 비버리 워시번

## 제작진
- 미술: A. 얼 헤드릭
- 미술: 헐 페레이라
- 의상: 에디스 헤드